# Ян Філіпскі
Ян Філіпскі, чеськ. Jan Filipský (23 березня 1943) — чеський індолог та перекладач. Закінчив філософський факультет Карлового університету. Декілька разів протягом тривалого часу проживав в Азії. Працює науковим співробітником в Інституті сходознавства Академії наук ЧР, за життя видав декілька монографій та статей. Перекладає з тамільської мови, санскриту, палі та інших мов.